# Partie étoilée
Pour les articles homonymes, voir Partie et Étoile (homonymie).

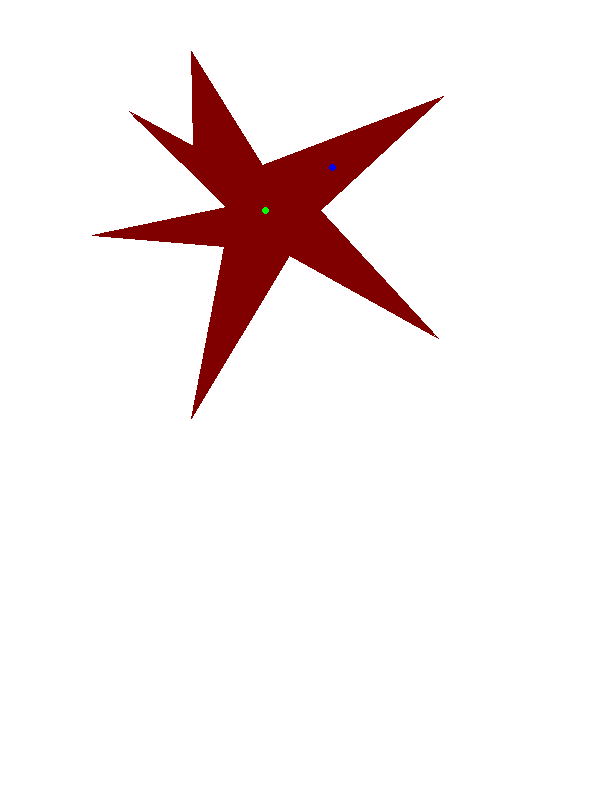
Exemple de partie étoilée : la partie rouge est :
– étoilée par rapport au point vert ;
– mais non étoilée par rapport au point bleu.

En géométrie, une partie A d'un espace affine réel E est dite étoilée par rapport à un point a de A si, pour tout point x de A, le segment [a, x] est contenu dans A, c'est-à-dire que dans A, tout point peut être relié à a par un chemin rectiligne.

## Définitions
Plus formellement, puisque le segment [a, x] est l'ensemble des barycentres à coefficients positifs des points a et x : une partie non vide A de E est étoilée par rapport à un point a de E si
{\displaystyle \forall x\in A\quad \{(1-t)a+tx\mid t\in \left[0,1\right]\}\subset A.}
(Cette condition assure que a est forcément dans A.)
Une partie de E est dite étoilée (sans plus de précisions) si elle est étoilée par rapport à un point au moins.

## Propriétés affines
- Une partie non vide est étoilée par rapport à a si et seulement si elle est stable sous l'action des homothéties de centre a et de rapport t pour {\displaystyle t\in \left[0,1\right]}.
- Une partie de E est convexe si et seulement si elle est étoilée par rapport à chacun de ses points.
- Dans le plan, le complémentaire d'une demi-droite est étoilé mais n'est pas convexe ; le complémentaire d'un point n'est pas étoilé.
- Une partie {\displaystyle A} d'un espace vectoriel réel {\displaystyle E} est étoilée par rapport à {\displaystyle 0} si et seulement s'il existe une fonction {\displaystyle p:E\to \left[0,+\infty \right]} positivement homogène (au sens : {\displaystyle \forall t\in \left[0,+\infty \right[\quad \forall x\in E\quad p(tx)=tp(x)}, avec la convention {\displaystyle 0\times \infty =0}) telle que {\displaystyle \{x\in E\mid p(x)<1\}\subset A\subset \{x\in E\mid p(x)\leq 1\}}. Une telle fonction est alors nécessairement égale à la fonctionnelle de Minkowski de {\displaystyle A} : {\displaystyle \forall x\in E\quad p(x)=\inf {\{\lambda >0\mid x\in \lambda A\}}}[1].

## Propriétés topologiques
On suppose ici que l'espace affine réel E est topologique, c'est-à-dire associé à un espace vectoriel topologique.
- Toute partie étoilée a le type d'homotopie d'un point.
- Toute partie étoilée est connexe par arcs, et donc tout ouvert étoilé est un domaine (c'est-à-dire un ouvert connexe par arcs).
- La propriété d'être étoilé n'est pas invariante par homéomorphisme, mais les ouverts étoilés sont parmi les exemples les plus simples et les plus importants d'espaces contractiles.
- D'après le lemme de Poincaré, toute forme différentielle fermée sur un ouvert étoilé est exacte.

## Référence
1. ↑  (en) Eric Schechter, Handbook of Analysis and Its Foundations, Academic Press, 1997 (lire en ligne), p. 315-316 et 313.